# Grotell (cràter)
Grotell és un cràter d'impacte en el planeta Mercuri de 48,25 km de diàmetre. Porta el nom de la ceramista finlandesa-estatunidenca Maija Grotell (1899-1973), i el seu nom va ser aprovat per la Unió Astronòmica Internacional el 2012.